# Anastasios Kakos
Anastasios Kakos (Grieks: Αναστάσιος Κάκος) (Corfu, 15 augustus 1970) is een Grieks voetbalscheidsrechter. Hij was in dienst van FIFA en UEFA tussen 2008 en 2013. Ook leidde hij tot zijn pensioen in 2014 wedstrijden in de Super League.
Op 31 juli 2008 maakte Kakos zijn debuut in Europees verband tijdens een wedstrijd tussen FC Zestafoni en Győri ETO FC in de voorronde van de UEFA Cup; het eindigde in 1–2 en de Griekse leidsman gaf zes gele kaarten, waarvan twee stuks de tweede gele kaart betekenden. Zijn eerste interland floot hij op 20 augustus 2008, toen Turkije met 1–0 won van Chili. Tijdens dit duel gaf Kakos drie spelers een gele kaart.

## Interlands
| Datum            | Plaats                 | Wedstrijd                | Uitslag | Competitie           | Kreeg geel | Kreeg voor de tweede keer geel en dus rood | Weggestuurd |
| ---------------- | ---------------------- | ------------------------ | ------- | -------------------- | ---------- | ------------------------------------------ | ----------- |
| 20 augustus 2008 | İzmit, Turkije         | Turkije – Chili          | 1 – 0   | Vriendschappelijk    | 3          | 0                                          | 0           |
| 10 februari 2009 | Strovolos, Cyprus      | Cyprus – Servië          | 0 – 2   | Vriendschappelijk    | 1          | 0                                          | 0           |
| 9 september 2009 | Hannover, Duitsland    | Duitsland – Azerbeidzjan | 4 – 0   | WK 2010 kwalificatie | 2          | 1                                          | 0           |
| 4 juni 2010      | Maribor, Slovenië      | Slovenië – Nieuw-Zeeland | 3 – 1   | Vriendschappelijk    | 1          | 0                                          | 0           |
| 3 september 2010 | Podgorica, Montenegro  | Montenegro – Wales       | 1 – 0   | EK 2012 kwalificatie | 6          | 0                                          | 0           |
| 2 september 2011 | Helsinki, Finland      | Finland – Moldavië       | 4 – 1   | EK 2012 kwalificatie | 5          | 0                                          | 0           |
| 22 maart 2013    | Nur-Sultan, Kazachstan | Kazachstan – Duitsland   | 0 – 3   | WK 2014 kwalificatie | 5          | 0                                          | 0           |